# Diplocephalus bifurcatus
Diplocephalus bifurcatus là một loài nhện trong họ Linyphiidae.
Loài này thuộc chi Diplocephalus. Diplocephalus bifurcatus được Andrei V. Tanasevitch miêu tả năm 1989.